# Rheinpark Stadion
Rheinpark Stadion i Vaduz er det nationale stadion i Liechtenstein. Det er vært for Liechtensteins fodboldlandsholds kampe og er ligeledes hjemmebane for Liechtensteins bedste fodboldklub, FC Vaduz.
Stadionet blev officielt åbnet den 31. juli 1998 med en kamp mellem FC Vaduz og 1. FC Kaiserslautern, som dengang var Bundesliga-mestre. 1. FC Kaiserslautern vandt kampen 8:0. Stadionet ligger ved bredden af floden Rhinen tæt på grænsen til Schweiz. Det har en kapacitet på 6.127 tilskuere. Konstruktionen af stadionet kostede omkring 19 millioner CHF.